# Brännan
Brännan är en småort i Nederluleå socken i Luleå kommun i Norrbotten. Brännan omfattar ett område längs E4:an och ligger strax norr om Rutvik, cirka en mil norr om Luleå.